# Малая Гремячая (река)
Малая Гремячая — река в России, протекает в Вологодской области, в Нюксенском районе. Устье реки находится в 0,3 км по правому берегу реки Большая Гремячая. Длина реки составляет 19 км.
Исток Малой Гремячей находится в лесах, в 15 км к югу от Нюксеницы. Течёт по лесной, ненаселённой местности сначала на северо-восток, затем на северо-запад. Впадает в Большую Гремячую в 300 метрах от места впадения самой Большой Гремячей в Сухону.

## Данные водного реестра
По данным государственного водного реестра России относится к Двинско-Печорскому бассейновому округу, водохозяйственный участок реки — Северная Двина от начала реки до впадения реки Вычегда, без рек Юг и Сухона (от истока до Кубенского гидроузла), речной подбассейн реки — Сухона. Речной бассейн реки — Северная Двина.
По данным геоинформационной системы водохозяйственного районирования территории РФ, подготовленной Федеральным агентством водных ресурсов:
- Код водного объекта в государственном водном реестре — 03020100312103000009012
- Код по гидрологической изученности (ГИ) — 103000901
- Код бассейна — 03.02.01.003
- Номер тома по ГИ — 03
- Выпуск по ГИ — 0